# Dänischer Fußballpokal 1969/70
Der Dänische Fußballpokal 1969/70 war die 16. Austragung des dänischen Pokalwettbewerbs der Männer. Er wurde vom dänischen Fußballverband ausgetragen. Das Finale fand traditionell am Himmelfahrtstag (7. Mai 1970) im Københavns Idrætspark von Kopenhagen statt. Pokalsieger wurde Aalborg BK, der sich im Finale gegen Lyngby BK durchsetzte.
Alle Begegnungen wurden in einem Spiel ausgetragen. Bei unentschiedenem Ausgang wurde zur Ermittlung des Siegers eine Verlängerung gespielt. Stand danach kein Sieger fest, folgte ein Elfmeterschießen. Ab dem Halbfinale wurde bei einem Remis das Spiel wiederholt.

## 1. Runde
Es nahmen 56 Mannschaften von der dritten Klasse abwärts teil.
|                      | Ergebnis  |                          |
| -------------------- | --------- | ------------------------ |
| IF AIA-Tranbjerg     | 1:4 n. V. | Aabenraa BK              |
| B.93 Kopenhagen      | 2:1       | BK Fremad Valby          |
| Ballerup IF          | 1:0       | Gørlev IF                |
| Dragør BK            | 1:2       | BK Avarta                |
| Døllefjelde-Musse IF | 2:4       | Toksværd Olstrup Fodbold |
| Frederiksberg BK     | 3:0       | Brøndby IF               |
| BK Frem Sakskøbing   | 2:3       | B 1921 Nykøbing          |
| Herning Fremad       | 4:0       | Svendborg fB             |
| Hellerup IK          | 1:2       | Rønne IK                 |
| Højslev Station IF   | 2:1       | Bolbro G&IF              |
| Kalundborg GB        | 2:3 n. V. | BK Rødovre               |
| Karup-Kølvrå IK      | 2:6       | Vorup Frederiksberg BK   |
| Kolding BK           | 5:0       | Jydsk Akademisk IF       |
| Nakskov BK           | 0:2       | Lyngby BK                |
| Nørresundby BK       | 1:4       | Vejen SF                 |
| Nyborg G&IF          | 2:1       | Fremad Amager            |
| Næsby BK             | 6:3       | IF Fuglebakken           |
| Odense KFUM          | 1:2       | Frederikshavn fI         |
| Politiets IF         | 0:3       | Helsingør IF             |
| Roslev IK            | 7:1       | BK Stjernen              |
| IK Skovbakken        | 3:4 n. V. | IK Aalborg Chang         |
| BK Stefan            | 0:6       | Herfølge BK              |
| Struer BK            | 2:3       | Taars-Ugilt IF           |
| Varde BK             | 1:3       | Nørre Aaby IK            |
| BK Vestia            | 3:4 n. V. | Menstrup-Spjellerup IF   |
| Viborg FF            | 4:1       | Allested U&IF            |
| Viby IF              | 0:4       | Holstebro BK             |
| Østerbros Boldklub   | 4:2 n. V. | Husum BK                 |

## 2. Runde
Teilnehmer waren die 28 Sieger der ersten Runde und die zwölf Vereine aus der 2. Division 1969.
|                    | Ergebnis |                          |
| ------------------ | -------- | ------------------------ |
| Aarhus GF          | 0:1      | Køge BK                  |
| BK Avarta          | 2:1      | Vanløse IF               |
| B.93 Kopenhagen    | 0:1      | Silkeborg IF             |
| Frederiksberg BK   | 1:0      | Rønne IK                 |
| Frederikshavn fI   | 4:2      | Taars-Ugilt IF           |
| Herfølge BK        | 1:0      | B 1921 Nykøbing          |
| Holbæk B&I         | 3:2      | Aabenraa BK              |
| Holstebro BK       | 1:4      | Ballerup IF              |
| Højslev Station IF | 0:2      | Brønshøj BK              |
| Ikast FS           | 5:0      | Vejen SF                 |
| Kolding BK         | 1:9      | Helsingør IF             |
| Lyngby BK          | 2:1      | Vorup Frederiksberg BK   |
| Nørre Aaby IK      | 4:3      | Odense BK                |
| Nyborg G&IF        | 2:1      | Herning Fremad           |
| Næsby BK           | 2:1      | Kolding IF               |
| Næstved IF         | 3:2      | Toksværd Olstrup Fodbold |
| Randers SK Freja   | 0:2      | Slagelse B&I             |
| Roslev IK          | 0:6      | Viborg FF                |
| BK Rødovre         | 5:1      | Østerbros Boldklub       |
| IK Aalborg Chang   | 8:1      | Menstrup-Spjellerup IF   |

## 3. Runde
Teilnehmer: Die 20 Sieger der zweiten Runde und die zwölf Vereine aus der 1. Division 1969.
|                      | Ergebnis              |                   |
| -------------------- | --------------------- | ----------------- |
| BK Avarta            | 0:4                   | AB Gladsaxe       |
| Esbjerg fB           | 2:1                   | B 1913 Odense     |
| Frederiksberg BK     | 3:0                   | Køge BK           |
| BK Frem Kopenhagen   | 6:2                   | Nørre Aaby IK     |
| Helsingør IF         | 2:0                   | Brønshøj BK       |
| Herfølge BK          | 4:3                   | B 1901 Nykøbing   |
| Holbæk B&I           | 6:3 n. V.             | Vejle BK          |
| Horsens fS           | 2:1                   | IK Aalborg Chang  |
| Hvidovre IF          | 1:2                   | B 1903 Kopenhagen |
| Ikast FS             | 4:1                   | BK Rødovre        |
| Kjøbenhavns Boldklub | 3:3 n. V. (3:2 i. E.) | Frederikshavn fI  |
| Lyngby BK            | 4:0                   | B 1909 Odense     |
| Næsby BK             | 1:1 n. V. (4:3 i. E.) | Silkeborg IF      |
| Næstved IF           | 0:0 n. V. (3:2 i. E.) | Viborg FF         |
| Nyborg G&IF          | 2:3 n. V.             | Ballerup IF       |
| Slagelse B&I         | 0:1                   | Aalborg BK        |

## 4. Runde
Teilnehmer: Die 16 Sieger der dritten Runde.
|                      | Ergebnis              |                    |
| -------------------- | --------------------- | ------------------ |
| AB Gladsaxe          | 1:3                   | Aalborg BK         |
| Herfølge BK          | 1:2                   | Horsens fS         |
| Holbæk B&I           | 1:3                   | Helsingør IF       |
| Ikast FS             | 2:0                   | Esbjerg fB         |
| Kjøbenhavns Boldklub | 1:2                   | B 1903 Kopenhagen  |
| Lyngby BK            | 1:1 n. V. (4:3 i. E.) | BK Frem Kopenhagen |
| Næsby BK             | 2:5                   | Frederiksberg BK   |
| Næstved IF           | 2:1                   | Ballerup IF        |

## Viertelfinale
|            | Ergebnis |                   |
| ---------- | -------- | ----------------- |
| Horsens fS | 3:1      | Frederiksberg BK  |
| Ikast FS   | 2:1      | B 1903 Kopenhagen |
| Lyngby BK  | 1:0      | Helsingør IF      |
| Aalborg BK | 4:2      | Næstved IF        |

## Halbfinale
|            | Ergebnis |            |
| ---------- | -------- | ---------- |
| Horsens fS | 0:3      | Aalborg BK |
| Lyngby BK  | 1:0      | Ikast FS   |

## Finale
| Paarung        | Aalborg BK – Lyngby BK |
| Ergebnis       | 2:1 (0:0) |
| Datum          | 7. Mai 1970 |
| Stadion        | Københavns Idrætspark, Kopenhagen |
| Zuschauer      | 18.200 |
| Schiedsrichter | Preben Christoffersen |
| Tore           | 1:0 Børge Bach (72.) 1:1 Axel Sørensen (84., Elfmeter) 2:1 Børge Bach (86.) |
| Aalborg BK     | Kaj Poulsen – John Ahrensbach, Jørgen Christensen, Børge Bach, Claus Johansen – Arne Toft, Ole Storch, Per Haugaard – Ole Christoffersen (62. Kurt Berthelsen), Finn Jønson, Ove Flindt Bjerg Cheftrainer: Kaarlo Niilonen |
| Lyngby BK      | Axel Sørensen – Carsten Aagard, Torben Nielsen, Søren Hansen, Bjarne Larsen – Jan Lorentzen, Peter Lee Sørensen, Erik Nielsen – Jørgen Lorentzen, Per Holger Hansen, Leif Knudsen Cheftrainer: Ejnar Olsen                 |